# 王之平
王之平（1902年—1965年），原名王如松，字茂臣，河北省满城县人，中国人民解放军将领、中国人民解放军开国少将。

## 生平
1925年加入中国共产主义青年团，同年转入中国共产党。曾在清苑、唐山、北平等做地下工作。1948年11月任察哈尔省雁北军分区第二政治委员。
中华人民共和国成立后，任察哈尔军区政治部主任、华北军区直属政治部主任、北京军区军事法院院长、河北省军区政治委员。1955年，授予中国人民解放军少将。
1965年5月29日下午在北京去世。